# Benu
Benu este inițial zeul morții în mitologia Egiptului Antic, apoi este adorat ca pasăre sfântă, Ardea purpurea, o specie de stârc. Este varianta egipteană a phoenix-ului grecesc. În astronomia veche egipteană Benu reprezenta planeta Venus. El era considerat zeul ocrotitor al berbecului sfânt.
În periada Regatulului Mijlociu din Egipt, vechii egipteni credeau că la apusul soarelui zeul Benu este un șoim, care în zori sub formă de stârc aduce înapoi soarele. Zeul mai era considerat că până la reînviere, el îngrijește sufletul lui Osiris.

## Veziși
- 101955 Bennu